# Гласс, Фёдор Генрихович
Фёдор (Теодор) Генрихович Гласс (1903—1940) — советский учёный, специалист в области аэродинамики.

## Биография
Родился в 1903 году. В 1930 году окончил Московский государственный университет. С 1926 г. работал в ЦАГИ.
Доктор технических наук, профессор (1937).
Создатель профилей крыла B и Bs, использовавшихся в ранней модификации бомбардировщика Пе-2. Автор раздела «Распределение аэродинамической нагрузки по крылу» в Нормах прочности самолётов (1937).
Похоронен на Новодевичьем кладбище (4 участок).

## Сочинения
- Определение сил на крыле по скосу потока за крылом /Ф. Г. Гласс. — Москва : Изд-во и тип. Центр. аэро-гидродинам. ин-та им. проф. Н. Е. Жуковского, 1935. — Обл., 48 с. : черт. ; 26×18 см. — (Труды Центрального аэро-гидродинамического института им. проф. Н. Е. Жуковского / НКТП СССР. Глав. упр. авиац. пром-сти ; Вып. 117).